# Stadio Vince Lombardi
Lo Stadio Vince Lombardi è l'impianto di football americano del comune di Castel Giorgio, intitolato all'allenatore statunitense Vince Lombardi.
È sede del centro tecnico federale della FIDAF e della FIDAF Hall of Fame.

## Storia
Lo Stadio Vince Lombardi fu costruito nel 1980 - primo stadio di football americano in Europa fuori dalle Basi NATO - a fronte di una collaborazione fra l'allora sindaco di Castel Giorgio Giuseppe Calistri e l'allora presidente della FIBS e pioniere del football americano in Italia Bruno Beneck.
Nel 1980 vi si giocò il primo campionato italiano di football americano, mentre nella stagione successiva l'impianto fu sede degli incontri casalinghi dei Gladiatori e dei Lupi Roma.
Successivamente il Lombardi vide l'esordio della nazionale maschile di football americano dell'Italia (nell'incontro - primo fra due selezioni nazionali di football americano - perso per 0-12 il 14 giugno 1981 contro la Germania Ovest) e la prima edizione del Campionato europeo di football americano (con l'edizione del 1983 che vide la nazionale italiana imporsi 18-6 in finale contro la Finlandia il 31 luglio).
Dopo un lungo periodo di assenza del football americano dall'impianto, nel 2016 la FIDAF ne acquisì la gestione e lo ristrutturò. Da allora vi si giocano incontri amichevoli e All-Star Game.

## Incontri

### Campionato LIF 1980
| Castel Giorgio 19 luglio 1980 | Lupi Roma | 30 – 0 (8-0 14-0 0-0 8-0) | Diavoli Milano | Stadio Vince Lombardi |
| Angrisani Q1 ( TD ) 1yd run Limone (q) ( tpc ) Limone Q2 ( TD ) 5yd run S. Esposito Q2 ( pat ) Limone Q2 ( TD ) 8yd run S. Esposito Q2 ( pat ) Santaroni Q4 ( TD ) 82yd interception return Limone Q4 ( tpc ) Marcatori |           |                           |                |                       |
| |           |                           |                |                       |
| Angrisani Q1 (TD) 1yd run Limone (q) (tpc) Limone Q2 (TD) 5yd run S. Esposito Q2 (pat) Limone Q2 (TD) 8yd run S. Esposito Q2 (pat) Santaroni Q4 (TD) 82yd interception return Limone Q4 (tpc)                           | Marcatori |                           |                |                       |

| Castel Giorgio 20 luglio 1980 | Gladiatori Roma | 12 – 14 (6-6 0-0 0-0 6-8)                                           | Tori Torino | Stadio Vince Lombardi |
| Davite Q1 ( TD ) 3yd run Delli Poggi Q4 ( TD ) 29yd pass from Marcello Loprencipe Marcatori Militello Q2 ( TD ) 6yd run Cintio Q2 ( TD ) 1yd run Militello Q2 ( tpc ) |                 |                                                                     |             |                       |
| |                 |                                                                     |             |                       |
| Davite Q1 (TD) 3yd run Delli Poggi Q4 (TD) 29yd pass from Marcello Loprencipe                                                                                         | Marcatori       | Militello Q2 (TD) 6yd run Cintio Q2 (TD) 1yd run Militello Q2 (tpc) |             |                       |

| Castel Giorgio 26 luglio 1980 | Tori Torino | 6 – 25 (0-6 0-7 6-0 0-12) | Lupi Roma | Stadio Vince Lombardi |
| Militello Q3 ( TD ) 1yd run Marcatori Di Martino Q1 ( TD ) 6yd run R. Esposito Q2 ( TD ) 8yd run S. Esposito Q2 ( pat ) Orlando Q4 ( TD ) 7 yd run Buscema Q4 ( TD ) 25yd pass from Marco Volterra |             | |           |                       |
| |             | |           |                       |
| Militello Q3 (TD) 1yd run | Marcatori   | Di Martino Q1 (TD) 6yd run R. Esposito Q2 (TD) 8yd run S. Esposito Q2 (pat) Orlando Q4 (TD) 7 yd run Buscema Q4 (TD) 25yd pass from Marco Volterra |           |                       |

| Castel Giorgio 27 luglio 1980 | Diavoli Milano | 0 – 0 (d.t.s.) (0-0 0-0 0-0 0-0 0-0 0-0) | Gladiatori Roma | Stadio Vince Lombardi |

| Castel Giorgio 2 agosto 1980                        | Tori Torino | 6 – 0 (6-0 0-0 0-0 0-0) | Diavoli Milano | Stadio Vince Lombardi |
| Minzolini Q1 ( TD ) 23yd pass from Cintio Marcatori |             |                         |                |                       |
|                                                     |             |                         |                |                       |
| Minzolini Q1 (TD) 23yd pass from Cintio             | Marcatori   |                         |                |                       |

| Castel Giorgio 3 agosto 1980 | Lupi Roma | 12 – 6 (d.t.s.) (0-6 0-0 6-0 0-0 0-0 6-0) | Gladiatori Roma | Stadio Vince Lombardi |
| Buscema Q3 ( TD ) 25yd pass from Marco Volterra Spadavecchia (ot) ( TD ) 7yd run Marcatori Flamini Q1 ( TD ) 8yd pass from Loprencipe |           |                                           |                 |                       |
| |           |                                           |                 |                       |
| Buscema Q3 (TD) 25yd pass from Marco Volterra Spadavecchia (ot) (TD) 7yd run                                                          | Marcatori | Flamini Q1 (TD) 8yd pass from Loprencipe  |                 |                       |

### Campionato LIF 1981
| Castel Giorgio 31 maggio 1981 | Gladiatori Roma | 24 – 0 (6-0 18-0 0-0 0-0) | Diavoli Pavullo | Stadio Vince Lombardi |

| Castel Giorgio 7 giugno 1981 | Gladiatori Roma | 32 – 0 (14-0 18-0 0-0 0-0) | Tori Torino | Stadio Vince Lombardi |

| Castel Giorgio 5 luglio 1981 | Lupi Roma | 0 – 12 (0-0 0-0 0-6 0-6) | Gladiatori Roma | Stadio Vince Lombardi |

### Primo incontro internazionale
| Castel Giorgio 14 giugno 1981 | Italia | 0 – 12 | Germania Ovest | Stadio Vince Lombardi |

### Europeo 1983
| Castel Giorgio 23 luglio 1983 Preliminare | Finlandia | 52 – 0 (13-0 13-0 7-0 19-0) | Francia | Stadio Vince Lombardi (1500 spett.) |

| Castel Giorgio 24 luglio 1983 Semifinale | Italia | 87 – 0 (19-0 22-0 13-0 33-0) | Austria | Stadio Vince Lombardi (3000 spett.) |

| Castel Giorgio 27 luglio 1983 Semifinale | Finlandia | 33 – 8 | Germania Ovest | Stadio Vince Lombardi (2500 spett.) |

| Castel Giorgio 1983 Spareggio | Francia | 72 – 0 | Austria | Stadio Vince Lombardi |

| Castel Giorgio 1983 Finale 3º - 4º posto | Germania Ovest | 27 – 20 | Francia | Stadio Vince Lombardi |

| Castel Giorgio 31 luglio 1983 Finale | Italia | 18 – 6 (0-0 6-0 6-0 6-6) | Finlandia | Stadio Vince Lombardi (3500 spett.) |

### "Il Ritorno dei Supermen"
| Castel Giorgio 15 luglio 2016, ore 21:00 All-Star Game di Terza Divisione | Nord | 0 – 9 | Sud | Stadio Vince Lombardi |

| Castel Giorgio 16 luglio 2016, ore 17:00 Amichevole Under-19 | Italia | 0 – 29 | Spagna | Stadio Vince Lombardi |

| Castel Giorgio 16 luglio 2016, ore 21:00 Amichevole femminile | Italia | 0 – 21 | Spagna | Stadio Vince Lombardi |

| Castel Giorgio 17 luglio 2016, ore 10:00 Amichevole Master | Veterans Grosseto | 19 – 0 | Old Lions Bergamo | Stadio Vince Lombardi |

| Castel Giorgio 17 luglio 2016, ore 18:00 Amichevole senior | Italia | 15 – 23 | Francia | Stadio Vince Lombardi |

### Castel Giorgio Summer Bowl
| Castel Giorgio 22 luglio 2017, ore 21:00 All-Star Game di Terza Divisione | Nord | 21 – 33 | Sud | Stadio Vince Lombardi |

| Castel Giorgio 23 luglio 2017, ore 10:00 Primo Bowl Torneo Master | Veterans Grosseto | 14 – 0 | Pretoriani Roma | Stadio Vince Lombardi |

| Castel Giorgio 23 luglio 2017, ore 18:00 Amichevole femminile | Italia | 30 – 0 | Warsaw Sirens | Stadio Vince Lombardi |

### All Star Weekend
| Castel Giorgio 21 luglio 2018, ore 21:00 All-Star Game di Terza Divisione | Nord | 35 – 0 | Sud | Stadio Vince Lombardi |

| Castel Giorgio 22 luglio 2018, ore 12:00 Primo Bowl Torneo Master | Pretoriani Roma | 12 – 0 | Veterans Grosseto | Stadio Vince Lombardi |

| Castel Giorgio 22 luglio 2018, ore 18:00 All-Star Game di Seconda Divisione | Nord | 6 – 14 | Sud | Stadio Vince Lombardi |